# Przemysław Kasparek
Przemysław Kasparek (ur. 28 stycznia 1989 roku w Myszkowie) – polski siatkarz, grający na pozycji środkowego. Od 2008 broni barw MKS MOS Będzin.
Od września 2005 r. rozpoczął naukę w Szkole Mistrzostwa Sportowego w Spale równocześnie będąc zawodnikiem Delic-Pol Norwid Częstochowa. W 2006 r. z tym zespołem zdobył Mistrzostwo Polski Kadetów oraz tytuł najlepszego środkowego w turnieju finałowym.
W 2007 roku z reprezentacją Polski kadetów zajął 2. miejsce w Mistrzostwach Europy.
W 2008 zdobył wicemistrzostwo Polski juniorów z drużyną Delic-Pol Norwid Częstochowa.
Obecnie występuje w drużynie MKS MOS Będzin, z którą wywalczył awans do I ligi oraz doszedł do ćwierćfinału Pucharu Polski przegrywając z ZAKSą w sezonie 2009/2010.